# Nanticoke (Pennsylvania)
Nanticoke ist eine City im Luzerne County im US-Bundesstaat Pennsylvania. Das U.S. Census Bureau hat bei der Volkszählung 2020 eine Einwohnerzahl von 10.628 auf einer Fläche von 9,2 km² ermittelt. Sie ist Teil der Metropolregion Scranton-Wilkes-Barre und befindet sich im Wyoming Valley. Einst war der Kohlebergbau die wirtschaftliche Grundlage der Stadt. Mit dem Niedergang der Kohleindustrie verlor Nanticoke mehr als die Hälfte seiner Einwohner.

## Geschichte
Der Name Nanticoke wurde von Nanticoke ("Gezeitenmenschen") abgeleitet, einem Algonkin-sprechenden Indianervolk, das in das Wyoming Valley zog, als ihre Ländereien in Maryland von den europäischen Siedlern genommen wurden. Im 19. Jahrhundert wurde Nanticoke aus Hanover Township und Newport Township ausgegliedert. Die Siedlung wurde 1830 als Dorf gegründet; am 31. Januar 1874 wurde Nanticoke von der Legislative des Staates Pennsylvania zum Borough ernannt. Nanticoke erlebte seinen größten Bevölkerungszuwachs zwischen 1917 und 1925. Dadurch wurde Nanticoke zu einer Stadt. Von 1893 bis 1950 war der Ort im Netz der Straßenbahn Wilkes-Barre.
Die Stadt erlangte im späten 19. und frühen 20. Jahrhundert als Bergbaugemeinde Bekanntheit und bezog einen großen Teil ihrer Arbeitskräfte aus europäischen Einwanderung. Auf ihrem Höhepunkt, in den 1930er Jahren, lebten über 27.000 Menschen in der Stadt. Als jedoch die Bergbauindustrie in der Region zusammenbrach, fiel Nanticoke dem städtischen Verfall anheim und die Bevölkerung schrumpfte. Der Zusammenbruch der Bergbauindustrie hinterließ auch eine vernarbte Landschaft – verlassene Minen, Brecher, Gebäude und verschmutzte Gewässer.

## Demografie
Nach einer Schätzung von 2019 leben in Nanticoke 10.312 Menschen. Die Bevölkerung teilt sich im selben Jahr auf in 88,1 % Weiße, 2,8 % Afroamerikaner, 0,5 % amerikanische Ureinwohner, 0,1 % Asiaten, 0,2 % Ozeanier und 2,7 % mit zwei oder mehr Ethnizitäten. Hispanics oder Latinos aller Ethnien machten 8,9 % der Bevölkerung aus. Das mittlere Haushaltseinkommen lag bei 42.735 US-Dollar und die Armutsquote bei 18,7 %. Knapp die Hälfte der Einwohner gab 2000 polnische Abstammung an.

## Söhne und Töchter der Stadt
- Stanley H. Kunz (1864–1946), Politiker
- John Sydney Fine (1893–1978), Politiker und Gouverneur von Pennsylvania
- Albert Tannenbaum (1906–1976), Auftragsmörder der Kosher Nostra
- Murray Jacob Edelman (1919–2001), Politikwissenschaftler und Hochschullehrer
- Nick Adams (1931–1968), Schauspieler
- Paul E. Kanjorski (* 1937), Politiker